# Không hỏi, không nói

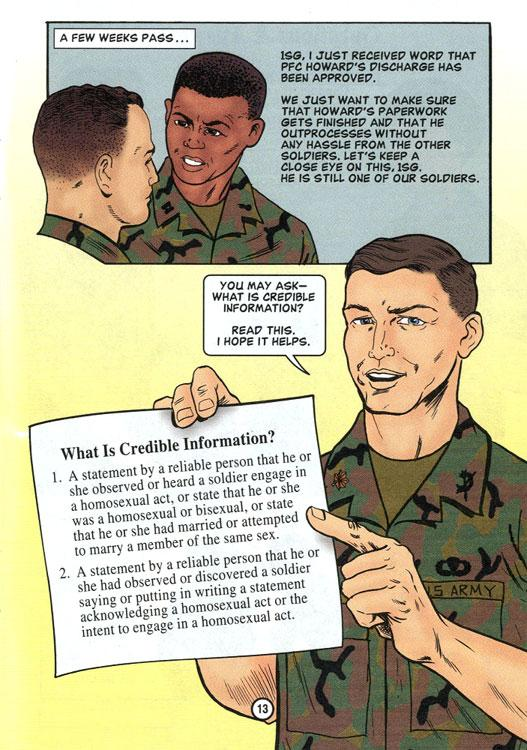
Bích chương cổ động

"Không hỏi, không nói" (tiếng Anh: "Don't ask, don't tell" hay DADT) là thuật ngữ thường được sử dụng cho chính sách hạn chế quân đội Mỹ không được dùng nỗ lực để khám phá hoặc tiết lộ giới tính của những quân nhân đồng tính kín hay lưỡng tính, trong khi ngăn cản những người công khai đồng tính nam, đồng tính nữ, hay lưỡng tính nhập ngũ. Các hạn chế này là quy định của luật liên bang (10 U.S.C. § 654) và đã hết hiệu lực vào ngày 20 tháng 9 năm 2011.
Chính sách cấm những người "thể hiện một xu hướng hay ý định tham gia vào các hành vi đồng tính" không được phục vụ trong lực lượng vũ trang của Hoa Kỳ, bởi vì sự hiện diện của họ "sẽ tạo ra một nguy cơ không thể chấp nhận để các tiêu chuẩn cao về tinh thần, trật tự tốt, kỷ luật, và đơn vị sự gắn kết đó là bản chất của năng lực quân sự. Thượng viện Mỹ ngày 18 tháng 12 đã thông qua một dự luật với 65/31 phiếu cho phép binh sĩ công khai chuyện đồng tính mà không cần phải rời quân ngũ. Những người ủng hộ Dự luật so sánh nó với việc bãi bỏ phân biệt chủng tộc ở Hoa Kỳ.
Đạo luật này cấm bất kỳ quân nhân (đang phục vụ cho Quân đội Hoa Kỳ) đồng tính hoặc lưỡng tính nào được tiết lộ xu hướng tình dục của mình hoặc nói về bất cứ mối quan hệ đồng tính, bao gồm cả cuộc hôn nhân hoặc các thuộc tính gia đình khác. Đạo luật này quy định rằng các quân nhân tiết lộ họ là đồng tính hay tham gia vào các hành vi đồng tính sẽ được cách ly (hay sa thải) trừ khi hành vi của quân nhân đó là "nhằm mục đích tránh hoặc chấm dứt nghĩa vụ quân sự" hoặc khi nó "không vì lợi ích tốt nhất của các lực lượng vũ trang".
Như nó tồn tại, đạo luật DADT định rằng "không hỏi" một phần của chính sách này cho thấy cấp trên không nên tiến hành điều tra các định hướng của quân nhân khi không có hành vi không được phép, mặc dù bằng chứng đáng tin cậy và rõ ràng về hành vi đồng tính có thể gây ra một cuộc điều tra. Vi phạm các khía cạnh này thông qua các điều tra trái phép và sách nhiễu đối với quân nhân bị nghi vấn mang đến kết quả trong quy định hiện hành của chính sách này là "không hỏi, không nói, không theo đuổi, không sách nhiễu."
Những nỗ lực nhằm bãi bỏ chính sách này, có hiệu lực từ năm 1993, tăng lên sau cuộc bầu cử Tổng thống Barack Obama trong năm 2008. Barack Obama, Bộ trưởng Quốc phòng Leon Panetta và Mike Mullen gửi công văn đến Thượng viện vào ngày 22 tháng 7 năm 2011, chấm dứt chính sách DADT vào ngày 20 tháng 9 năm 2011.